# Aloe racemosa
Aloe racemosa é uma espécie de liliopsida do gênero Aloe, pertencente à família Asphodelaceae.